# Fulcher de Chartres
Fulcher de Chartres, în latină Fulcherus Carnotensis, (n. cca. 1059, Chartres, sau în împrejurimi - d. după 1127) a fost un cronicar al Primei cruciade, care a scris în limba latină.

## Viața
Faptul că Fulcher a fost numit în poziția de capelan al cruciatului Balduin de Boulogne în 1097 sugerează că ar fi avut o pregătire clericală, cel mai probabil la școala din Chartres. Cu toate acestea, este probabil că nu era membru al capitulului catedralei, dat fiind că nu este menționat în listele ce cuprind demnitarii Bisericii Notre-Dame din Chartres.
Amănuntele despre Conciliul de la Clermont din scrierea sa sugerează că ar fi fost prezent în persoană la acel conciliu sau cel puțin că a cunoscut îndeaproape pe unul dintre participanți, posibil pe episcopul Yves de Chartres, cel care l-a influențat pe Foucher în domeniul reformei Bisericii Catolice și în cel al Luptei pentru învestitură dintre Papalitate și Imperiu.
Foucher a făcut parte din anturajul contelui Ștefan al II-lea și al ducelui Robert Courteheuse de Normandia, care a urmat traseul prin sudul Franței și prin Italia în 1096, trecând către Imperiul Bizantin prin Bari și ajungând la Constantinopol în 1097, unde s-a raliat celorlalte grupuri de cruciați participanți la Prima cruciadă. Fulcher de Chartres a străbătut Asia Minor pe la Marash, cu puțină vreme înainte ca grosul trupelor cruciate să fi ajuns la Antiohia. Ajuns la rândul său acolo, a fost numit capelan de către Balduin de Boulogne. L-a urmat pe noul său stăpân atunci când acesta s-a separat de armata cruciată principală, pentru a se îndrepta către Edessa, unde Balduin a întemeiat Comitatul de Edessa.
După cucerirea Ierusalimului în 1099, Foucher a mers în Țara Sfântă alături de Balduin pentru a-și îndeplini jurământul de pelerin. 
Un an mai tîrziu, atunci când Balduin de Boulogne a devenit rege al Ierusalimului în anul 1100 (ca urmare a morții fratelui său, Godefroy de Bouillon), Foucher l-a însoțit și de această dată și este probabil că și-ar fi îndeplinit funcția de capelan până la 1115. După acel an, Foucher a fost canonic la Biserica Sfântului Mormânt, fiind probabil responsabil al moaștelor și al trezoreriei bisericii. El a continuat să stea la Ierusalim până la 1127, după care dată nu mai există nicio evidență asupra sa. De asemenea, nu se cunoaște niciun detaliu asupra încetării sale din viață, existând doar presupunerea că aceasta să fie pusă în legătură cu epidemia de ciumă din acel an.

## Cronica
Fulcher și-a începutul prima fază de elaborare a unei cronici la finele toamnei anului 1100 sau cel târziu în primăvara anului 1101; este vorba de o versiune care nu a supraviețuit, dar care a fost trimisă în Europe pe parcursul vieții sale. Această versiune a fost completată către 1106 și a fost folosită ca sursă de către cronicarul Guibert de Nogent, contemporan cu Foucher.
Fulcher a fost impulsionat de către tovarășii săi de călătorie, probabil chiar și de către Balduin de Boulogne însuși. Se știe că avea la dispoziție cel puțin o bibliotecă în Ierusalim, prin care avea acces la scrisori și la alte documente ale cruciadei. Este posibil ca acea bibliotecă să fi inclus, printre altele, și Historia Francorum a lui Raymond de Aguilers, ca și anonima Gesta Francorum, surse de valoare pentru acele episoade ale cruciadei la care Foucher nu participase direct.
Cronica a fost divizată de către autorul ei în trei cărți majore. Cartea I descrie pregătirile pentru cruciadă de la din 1095, mergând până la cucerirea Ierusalimului și instaurarea Regatului Ierusalimului. De asemenea, ea conține și o entuziastă descriere a Constantinopolului. Cartea a II-a descrie faptele lui Balduin de Boulogne, care i-a succedat lui Godefroy de Bouillon în regatul Ierusalimului, domnind între anii 1100 și 1118. Cartea a III-a se referă la viața regelui următor, Balduin al II-lea, mergând până la anul 1127, atunci când o epidemie de ciumă a lovit Ierusalimul.
Opera lui Fulcher a fost utilizată de mulți alți cronicari. Guillaume de Tyr și William of Malmesbury au folosit diverse părți din ea ca sursă. Cronica lui Foucher este în general precisă, deși nu în integralitatea ei.
Cronica lui Fulcher a fost publicată în colecția Recueil des historiens des croisades și în Patrologia Latina, iar o versiune critică a versiunii în latine a fost publicată de către Heinrich Hagenmeyer în 1913.